# Adolfo Aristarain
Adolfo M. Aristarain y Taburri, mais conhecido como Adolfo Aristarain (Buenos Aires, 19 de outubro de 1943) é um cineasta, ator, roteirista e produtor de cinema argentino.
Seu trabalho lhe rendeu 15 indicações e 35 prêmios (nacionais e internacionais), incluindo 4 premiações no Festival de Havana.

## Filmografia

### Como director
- La parte del león (1978)
- La playa del amor (1979)
- La discoteca del amor (1980)
- Tiempo de revancha (1981)
- Últimos días de la víctima (1982)
- The Stranger  (1987)
- Un lugar en el mundo (1991)
- La ley de la frontera (1995)
- Martín (Hache) (1997)
- Lugares comunes (2002)
- Roma (2004)

### Intérprete
- Dar la cara (1962) ...Extra

### Assistente de realização
- Una mujer  (1975)
- Los superagentes biónicos  (1977)
- La aventura explosiva  (1977)
- Los superagentes y el tesoro maldito (1978)

### Segundo assistente de realização
- Muchachos impacientes (1966)
- La muchachada de a bordo   (1967)
- La bestia desnuda  (1971)